# Viktorie Luisa Francouzská
Viktorie Luisa Francouzská (francouzsky Marie Louise Thérèse Victoire; 11. května 1733, Versailles – 7. června 1799, Terst) byla francouzská princezna, sedmé dítě krále Ludvíka XV. a královny Marie Leszczyńské. Jméno dostala po svém otci a po královně Marii Tereze, své praprababičce a manželce krále Ludvíka XIV. Francouzského.
Původně byla známa jako Madame Quatrième, což značilo její postavení čtvrté královy dcery (její starší sestra zemřela v roce 1733 ještě před jejím narozením), později jako Madame Victoire. Přežila osm ze svých devíti sourozenců a přežila ji jen starší sestra Marie Adéla, a to o méně než rok. Sestry byly společně známy jako Mesdames.

## Život
Marie Louise Thérèse Victoire de France se narodila na zámku Versailles. Na rozdíl od ostatních dětí Ludvíka XV. madame Victoire na rodném zámku nevyrůstala. Raději byla v červnu 1738 se svými mladšími sestrami poslána do kláštera Fontevrault, protože výdaje na jejich výchovu ve Versailles se vším co k jejich postavení patřilo považoval králův první ministr za příliš nákladné. Victoire v klášteře zůstala do roku 1748 do svých patnácti let.
Podle madame Campanové dostaly dívky ve Fontevrault spíše traumatickou výchovu a ne příliš dobré vzdělání: „Kardinál Fleury, který měl ve skutečnosti zásluhu na obnově financí, vedl tento ekonomický systém do té míry, že získal od krále povolení potlačení domácnosti čtyř mladších princezen. Byly vychovány jako obyčejné schovanky kláštera vzdáleného od dvora. Saint Cyr by byl pro výchovu královských princezen vhodnější; kardinál však zřejmě sdílel předsudky i k těm nejužitečnějším institucím, které byly po smrti Ludvíka XIV. zakládány šlechetnou madame de Maintenon. Madame Luisa mě často ujišťovala, že ve dvanácti letech neznala celou abecedu a nikdy se nenaučila plynule číst, až po návratu do Versailles. Madame Victoire připisovala určité záchvaty hrůzy, které nedokázala nikdy přemoci, chvílím ve Fontevrault, kdy se musela podrobit pokání v podobě osamoceného modlení v hrobce, kde byly pohřbeny sestry. Zahradník opatství zemřel šílenstvím. Jeho obydlí bez zdí bylo blízko klášterní kaple, kde musely Mesdames opakovat modlitby za zemřelé. Jejich modlitby byly několikrát přerušeny výkřiky umírajícího šílence“.

### Vláda Ludvíka XV.
Dne 24. března 1748 napsala patnáctiletá Victoire, která již nebyla považována za dítě, králi žádost o návrat ke dvoru. Ludvík XV. jmenoval tři dvorní dámy, aby ji navštívily, poslal vévodkyni de Duras aby ji vyzvedla, aby se setkala se svým bratrem ve Sceaux. V roce 1750 se k ní připojily sestry Sofie a Luisa.

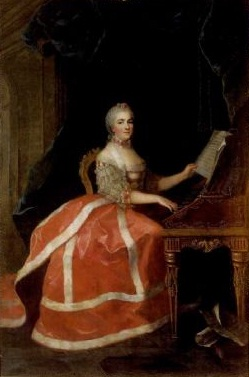
Madame Victoire (autor buď Anne Baptiste Nivelon (1754–1771) nebo Jean-Martial Frédou

Své opomíjené vzdělání z kláštera se údajně snažily dohnat a po návratu ke dvoru pilně studovaly, podporované starším bratrem, se kterým se okamžitě sblížily: „Když se mladé
Mesdames vrátily ke dvoru, těšily se z přátelství Monseigneur Dauphina. Horlivě se věnovaly studiu, kterým trávily téměř celý čas; naučily se správně psát francouzsky a získaly dobré znalosti z dějin. Své volné chvíle věnovaly postupně italštině, angličtině, vyššímu odvětví matematiky a soustružení.“
Viktorie dosáhla u dvora úspěchu a svého otce zaujala svým sebevědomím a šarmem; byla také považována za krásku a byla popsána jako „pohledná a velmi elegantní; její projev, vzezření a úsměv byly dokonale v souladu s dobrotou jejího srdce“, a „její krásné, něžné, měkké hnědé oči, svěží pleť a jasný úsměv vyvolávaly dojem štěstí a zdraví, které spolu s její touhou potěšit vyzařovaly z celé její osobnosti.“ V roce 1753 se objevil návrh, že by se provdala za svého švagra Ferdinanda VI. Španělského, protože jeho manželka Marie Barbara z Braganzy byla v té době vážně nemocná a očekávalo se, že zemře. Španělská královna se však zotavila a žila dalších pět let. Nenašel se již žádný další možný partner vyhovující vyznáním a postavením, a tak zůstala Viktorie neprovdána; postupem času Viktorie velmi přibrala až měla nadváhu a její otec ji nazval „Coche“ (prasátko), zatímco její sestru Marii Adélu „Logue“ (hadry), sestru Sofii „Graille“ (drobeček) a sestru Luisu „Chiffie“ (nesmysl).
Viktorie, stejně jako její sestry, si byla blízká s bratrem, na matku pohlížela jako na vzor a následovala sestru Adélu v boji proti vlivu Madame de Pompadour a později Madame du Barry. Blízce se také přátelila se svou oblíbenou dvorní dámou markýzou de Durfort, která „madame Victoire poskytoval příjemnou společnost. Princezna trávila s touto dámou téměř všechny večery a nakonec si s ní přála i bydlet.“ V kontrastu se svou sestrou Adélou byla Viktorie popisována jako „dobrá, vlídná a přívětivá“ a měla ji ráda jak společnost, tak zaměstnanci.
V roce 1761 Viktorie poprvé ve společnosti sestry Adély navštívila léčebné prameny v Lotrinsku, zatímco sestry Sofie a Luisa poprvé navštívily Paříž.

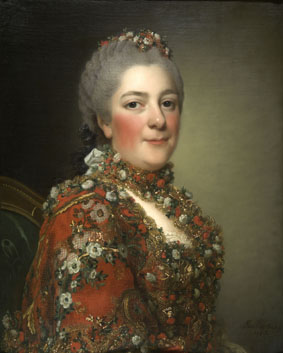
Madame Victoire, princezna Francie

Madame Campanová popsala sestry a jejich životy kolem roku 1770: „Ludvík XV. viděl jen velmi málo svou rodinu. Chodil každé ráno po soukromém schodišti do bytu madame Adély. Často si tam přinesl a vypil kávu, kterou si sám udělal. Madame Adéla zvonkem upozornila madame Victoire na královu návštěvu; madame Victoire, když vstávala a šla do bytu své sestry, zazvonila na madame Sofii, která zase zazvonila na madame Luisu. Byty Mesdames byly velmi velké. Madame Luisa bydlela v nejvzdálenější místnosti. Tato dáma byla znetvořená a velmi malá; chudák princezna vynaložila všechny své síly a běžela, aby se připojila ke každodennímu setkání, ale když už měla řadu místností za sebou, často navzdory svému spěchu měla čas jen na to, aby otce objala, než se vydal na hon. Každý večer, v šest, Mesdames přerušily mé čtení, aby doprovázely prince k Ludvíkovi XV.; tato návštěva byla nazývána královým odbočením, a byla příznačná jakousi etiketou. Mesdames si oblékly ohromnou obruč, která stanovila spodničku zdobenou zlatem nebo výšivkou; upevnily si kolem pasu dlouhou vlečku a svléknutí zbytku oblečení zakrývaly dlouhým pláštěm z černého taftu, který je obepínal až k bradě. Čestní rytíři, dvorní dámy, pážata a uvaděči nesoucí velké pochodně je pak doprovodili ke králi. V tu chvíli se celý zámek, obvykle klidný, rozpohyboval; král políbil každou princeznu na čelo a návštěva byla tak krátká, že čtení, které přerušila, bylo často obnoveno za čtvrt hodiny; Mesdames se vrátily do svých komnat a rozvázaly struny svých spodniček a vleček; pokračovaly se svými tapisériemi a já se svou knihou.“
V roce 1770 se novou dauphine stala čtrnáctiletá Marie Antoinetta, manželka Viktoriina synovce, dauphina Ludvíka, budoucího krále Ludvíka XVI. Protože si byl dauphin se svými tetami velmi blízký, sblížila se s Mesdames zpočátku i Marie Antoinetta, jako s hlavními královskými ženami u dvora. Mesdames byly užívány ke střídání s hraběnkou z Provence v doprovázení Marie Antoinetty při oficiálních příležitostech. Blízký vztah mezi Marií Antoinettou a Mesdames byl však přerušen v roce 1772, kdy byl zmařen plán nalákat Marii Antoinettu k ponížení Madame du Barry, který vedla madame Adéla s podporou madame Viktorie a madame Sofie.

### Vláda Ludvíka XVI.
Od dubna 1774 navštěvovala Viktorie se sestrami otce u smrtelné postele až do jeho smrti na neštovice 10. května. Přestože Mesdames neštovice nikdy neměly a hrozilo jejich nakažení, bylo jim na rozdíl od mužským členům rodiny dovoleno být u krále do jeho smrti, protože nebyly jakožto ženské členky rodu kvůli sálskému zákonu politicky důležité. Po králově smrti se stal jeho nástupcem jeho vnuk Ludvík August králem Ludvíkem XVI. Mesdames se od zemřelého krále nakazily neštovicemi a byly přesunuty do karantény v malém domě u zámku Choisy, do které se dvůr evakuoval po smrti krále.
Jejich synovec král jim dovolil užívat jejich komnaty v zámku Versailles a také se zúčastnit dvorských zvláštních událostí – například návštěvy císaře Josefa II., který údajně okouzlil Adélu. Ony samy se však od dvora distancovaly a často dávaly přednost pobytu v jejich vlastním zámku Bellevue v Meudonu; také každoročně jezdily do Vichy, vždy s družinou čítající alespoň tři sta osob. Mesdames byly i nadále důvěrnicemi Ludvíka XVI. a také udržovaly dobré vztahy s jejich neteří princeznou Alžbětou, kterou často navštěvovaly v Montreuil.

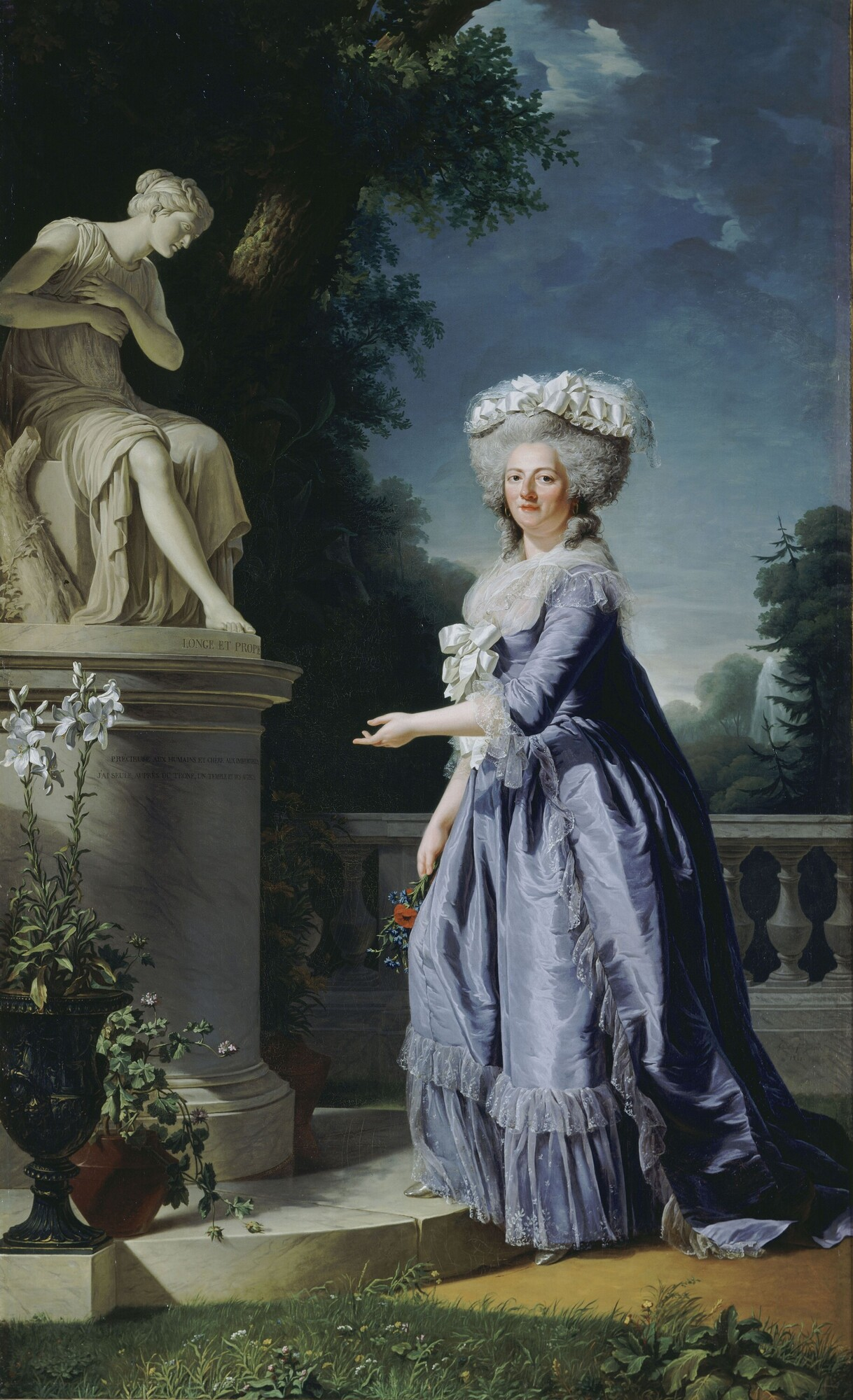
Madame Victoire Francouzská

Mesdames nevycházely dobře s Marií Antoinettou. Když královna zavedla nový zvyk neformální rodinné večeře, stejně jako další neformální zvyky, které podkopávaly dvorskou etiketu, mělo to za následek odchod staré dvorské šlechty, která byla v opozici vůči královským reformám, a která se shromáždila v salonu Mesdames. Značně hostily jak v Bellevue, tak ve Versailles; jejich salon byl údajně pravidelně navštěvován ministrem Maurepasem, kterého Adéla pozvedla k moci, princem z Condé a princem z Conti, kteří byli oba členy protirakouské skupiny, stejně jako Beaumarchais, který nahlas četl své satiry o Rakousku a jeho panovnících. Rakousku velvyslanec Mercy podal zprávu, že jejich salon byl centrem intrik proti Marii Antoinettě a že Mesdames tolerovaly básně satirizující královnu. Mesdames shromáždily extrémně konzervativní stranu Dévots, která byla proti filozofům, encyklopedistům a ekonomům.

### Revoluce a pozdější život
Madame Viktorie a její sestry byly během pařížského pochodu žen 6. října 1789 ve Versailles a byly mezi těmi, kteří se po nočním útoku na ložnici Marie Antoinetty shromáždili v králových komnatách. Poté opustily zámek Versailles; na cestě se však ještě před Paříží jejich kočár oddělil od zbytku průvodu. Nikdy nežily s královskou rodinou v Tuileries, daly raději přednost odchodu do jejich zámku Bellevue v Meudonu.
Revoluční zákony proti katolické církvi je přiměly, aby požádaly svého synovce krále o pasy, které jim umožnily pouť do baziliky svatého Petra v Římě. Ludvík XVI. jim vydal pasy a oznámil kardinálovi de Bernis, francouzskému velvyslanci v Římě, jejich nacházející příjezd. 3. února 1791, když se chystaly odjet, bylo Jakobínům zasláno anonymní oznámení o jejich úmyslech, což způsobilo protest proti Národnímu shromáždění. 19. února se v Palais Royal shromáždil dav žen, který oznámil, že bude pochodovat do Bellevue, aby zabránil Mesdames v jejich odchodu. Mesdames byly varovány a zanechaly zámek v rukou návštěvnic. 20. února 1791 odjely s velkým doprovodem v průvodu vozů do Itálie.
Jejich odchodu byla věnována pozornost v tisku. V Chroniqle de Paris se psalo: „Dvě princezny, svým stavem, věkem a vkusem usedlé, jsou najednou posedlé cestováním po světě. Je to zvláštní, ale možné. Budou, jak říkají lidé, líbat papežovy pantofle. Je to komické, ale poučné. Dámy, a zejména madame Adéla, chtějí uplatnit lidská práva. To je přirozené. Cestovatelky jsou následovány družinou osmdesáti osob. To je pěkné. Odvážejí si však dvanáct milionů. To je ohavné.“ Sahhats Jacobites mezitím napsal: „Dámy jedou do Itálie, aby vyzkoušely sílu svých slz a šarm princezen této země. Již maltézský velmistr způsobil, že byla madame Adéla informována, že jí dá srdce i ruku jakmile opustí Francii, a že může počítat s pomocí tří galejí a čtyřiceti osmi rytířů, mladých i starých. Náš Svatý otec se zavazuje oženit se s Viktorií a slibuje jí svou armádu tří seti mužů, aby provedla kontrarevoluci.“
Jejich cesta byla ovlivněna špatnou publicitou; 21. února byly v Moret-sur-Loing dočasně zastaveny protesty proti jejich odchodu, několik dní byly drženy v taverně v Arnay-le-Duc, kde obec chtěla potvrzení o jejich povolení k odchodu od Národního shromáždění. V Paříži tato aféra způsobila nepokoje; demonstranti vtrhli do zahrad Tuileries a požadovali, aby král svým tetám nařídil návrat do Francie. Záležitost byla projednána v Národním shromáždění, kde M. de Narbonne jednal jako jejich mluvčí. Mirabeau přesvědčil Národní shromáždění, že „blaho lidí nemůže záviset na cestě, kterou dámy podniknou do Říma; zatímco se promenují v blízkosti míst, kde kdysi stál Capitol, nic nebrání tomu, aby se budova naší svobody zvedla do nejvyšší výšky. Evropa bude bezpochyby ohromena, když se dozví, že francouzské národní shromáždění strávilo čtyři celé hodiny úvahami o odjezdu dvou dam, které by raději slyšely mši v Římě – než v Paříži.“ Veřejnost v Arnay-le-Duc však nebyla spokojena s rozhodnutím Shromáždění, a proto kvůli nepokojům, které zabránily jejich odchodu, nemohly sestry odejít až do 3. března.
Několikrát byly mezi Lyonem a hranicemi vystaveny veřejným demonstracím. Nakonec však opustili Francii a překročili hranici u mostu Beauvoisin, kde byli výsměšně vyvedeny z francouzského pobřeží, zatímco salvy dělostřelectva z italského pobřeží je přivítaly v Savojsku. Setkaly se s královskou gardou a hlavními úředníky sardinského krále, kteří je doprovodili na zámek Chambéry. Pokračovaly do Turína, kde navštívily svou neteř Klotildu, zůstaly však jen čtrnáct dní: „dokonce ani dojemné a milostivé přivítání, které jim nabídla královská rodina, náklonnost, kterou jim prokázal Comte d'Artois a princ a princezna z Piemontu, jejich synovec a neteř, je nemohli přimět, aby zapomněly na úzkost a rizika, která nechala za sebou a která obklíčila jejich rodinu a zemi. Madame Viktorie nepřetržitě plakala, madame Adéla sice neplakala, ale téměř ztratila schopnost řeči.“
16. dubna 1791 dorazily do Říma, kde zůstaly asi pět let. V Římě dostaly sestry ochranu papeže a sídlily v paláci kardinála de Bernis. O páteční recepci kardinála de Bernis je Cornelia Knightová popsala: „Madame Adéla si stále udržovala stopy té krásy, kterou byla proslulá v mládí, a ve výrazu její tváře byl velký klid. Madame Viktorie měla také příjemnou tvář, hodně dobrého zdravého rozumu a velmi sladkou povahu. Jejich šaty a šaty jejich družiny byly velmi staromódní, ale neobvyklé. Klenoty, které si s sebou přivezly, jeden po druhém prodávaly, aby mohly pomoci chudým migrantům, kteří se na ně v nouzi obrátili. Římané je velmi respektovali, a to nejen vysoce postavení, ale také obyčejní lidé, kteří měli hrůzu z francouzské revoluce.“ Když přišla zpráva, že Ludvík XVI. v červnu s rodinou opustil Paříž, nedorozumění nejprve vyvolalo dojem, že byl útěk úspěšný, „celý Řím křičel radostí; dav se shromáždil pod okny princezen, které volaly: Ať dlouho žije králǃ“, Mesdames uspořádaly slavnostní hostinu pro římskou šlechtu. Hostina však musela být přerušena, když se ukázalo, že útěk ve skutečnosti selhal.
Po invazi revoluční Francie do Itálie v roce 1796 opustily Adéla s Viktorií Řím a odjely do Neapole, kde byla královnou sestra Marie Antoinetty, Marie Karolína, a usadily se na neapolském dvoře na zámku Caserta. Královna Marie Karolína považovala jejich přítomnost v Neapoli za nepříjemnou: „Mám hrozné trápení, že tu musím mít dvě staré francouzské princezny s jejich osmdesátičlennou družinou a každou představitelnou drzostí… V jejich komnatách jsou k vidění stejné obřadnosti, jak tomu bylo dříve ve Versailles.“
Když v roce 1799 Francie napadla i Neapol, odjely sestry na Korfu a nakonec se usadily v Terstu, kde Viktorie zemřela na rakovinu prsu. Adéla ji přežila o méně než rok. Jejich těla byla Ludvíkem XVIII. za restaurace Bourbonů navrácena do Francie a pochována v bazilice Saint-Denis.

## Tituly a oslovení
- 11. května 1733 – 7. června 1799: Madame Victoire, fille de France

## Vývod z předků
|                            |                             |  |                      |                                |  |  |  |  |  |  |  | Ludvík XIV. |
|                            |                             |  |                      |                                |  |  |  |  |  |  |  |             |
|                            | Ludvík Francouzský          |  |                      |                                |  |  |  |  |  |  |  |             |
|                            |                             |  |                      |                                |  |  |  |  |  |  |  |             |
|                            |                             |  |                      | Marie Tereza Habsburská        |  |  |  |  |  |  |  |             |
|                            |                             |  |                      |                                |  |  |  |  |  |  |  |             |
|                            | Ludvík Francouzský          |  |                      |                                |  |  |  |  |  |  |  |             |
|                            |                             |  |                      |                                |  |  |  |  |  |  |  |             |
|                            |                             |  |                      | Ferdinand Maria Bavorský       |  |  |  |  |  |  |  |             |
|                            |                             |  |                      |                                |  |  |  |  |  |  |  |             |
|                            | Marie Anna Bavorská         |  |                      |                                |  |  |  |  |  |  |  |             |
|                            |                             |  |                      |                                |  |  |  |  |  |  |  |             |
|                            |                             |  |                      | Jindřiška Adéla Marie Savojská |  |  |  |  |  |  |  |             |
|                            |                             |  |                      |                                |  |  |  |  |  |  |  |             |
|                            | Ludvík XV.                  |  |                      |                                |  |  |  |  |  |  |  |             |
|                            |                             |  |                      |                                |  |  |  |  |  |  |  |             |
|                            |                             |  |                      | Karel Emanuel II. Savojský     |  |  |  |  |  |  |  |             |
|                            |                             |  |                      |                                |  |  |  |  |  |  |  |             |
|                            | Viktor Amadeus II.          |  |                      |                                |  |  |  |  |  |  |  |             |
|                            |                             |  |                      |                                |  |  |  |  |  |  |  |             |
|                            |                             |  |                      | Marie Johanna Savojská         |  |  |  |  |  |  |  |             |
|                            |                             |  |                      |                                |  |  |  |  |  |  |  |             |
|                            | Marie Adelaide Savojská     |  |                      |                                |  |  |  |  |  |  |  |             |
|                            |                             |  |                      |                                |  |  |  |  |  |  |  |             |
|                            |                             |  |                      | Filip I. Orleánský             |  |  |  |  |  |  |  |             |
|                            |                             |  |                      |                                |  |  |  |  |  |  |  |             |
|                            | Anna Marie Orleánská        |  |                      |                                |  |  |  |  |  |  |  |             |
|                            |                             |  |                      |                                |  |  |  |  |  |  |  |             |
|                            |                             |  |                      | Henrietta Anna Stuartovna      |  |  |  |  |  |  |  |             |
|                            |                             |  |                      |                                |  |  |  |  |  |  |  |             |
| Viktorie Luisa Francouzská |                             |  |                      |                                |  |  |  |  |  |  |  |             |
|                            |                             |  |                      |                                |  |  |  |  |  |  |  |             |
|                            |                             |  | Bogusław Leszczyński |                                |  |  |  |  |  |  |  |             |
|                            |                             |  |                      |                                |  |  |  |  |  |  |  |             |
|                            | Rafał Leszczyński           |  |                      |                                |  |  |  |  |  |  |  |             |
|                            |                             |  |                      |                                |  |  |  |  |  |  |  |             |
|                            |                             |  |                      | Johana Kateřina Radziwiłłová   |  |  |  |  |  |  |  |             |
|                            |                             |  |                      |                                |  |  |  |  |  |  |  |             |
|                            | Stanislav I. Leszczyński    |  |                      |                                |  |  |  |  |  |  |  |             |
|                            |                             |  |                      |                                |  |  |  |  |  |  |  |             |
|                            |                             |  |                      | Stanisław Jan Jabłonowski      |  |  |  |  |  |  |  |             |
|                            |                             |  |                      |                                |  |  |  |  |  |  |  |             |
|                            | Anna Leszczyńska            |  |                      |                                |  |  |  |  |  |  |  |             |
|                            |                             |  |                      |                                |  |  |  |  |  |  |  |             |
|                            |                             |  |                      | Mariana Kazanowská             |  |  |  |  |  |  |  |             |
|                            |                             |  |                      |                                |  |  |  |  |  |  |  |             |
|                            | Marie Leszczyńská           |  |                      |                                |  |  |  |  |  |  |  |             |
|                            |                             |  |                      |                                |  |  |  |  |  |  |  |             |
|                            |                             |  |                      | Kryštof Opaliński              |  |  |  |  |  |  |  |             |
|                            |                             |  |                      |                                |  |  |  |  |  |  |  |             |
|                            | Jan Karol Opaliński         |  |                      |                                |  |  |  |  |  |  |  |             |
|                            |                             |  |                      |                                |  |  |  |  |  |  |  |             |
|                            |                             |  |                      | Teresa Czarnkowská             |  |  |  |  |  |  |  |             |
|                            |                             |  |                      |                                |  |  |  |  |  |  |  |             |
|                            | Kateřina Opalinská          |  |                      |                                |  |  |  |  |  |  |  |             |
|                            |                             |  |                      |                                |  |  |  |  |  |  |  |             |
|                            |                             |  |                      | Adam Uryel Czarnkowski         |  |  |  |  |  |  |  |             |
|                            |                             |  |                      |                                |  |  |  |  |  |  |  |             |
|                            | Zofia Czarnkowska Opalińska |  |                      |                                |  |  |  |  |  |  |  |             |
|                            |                             |  |                      |                                |  |  |  |  |  |  |  |             |
|                            |                             |  |                      | Teresa Zaleská                 |  |  |  |  |  |  |  |             |
|                            |                             |  |                      |                                |  |  |  |  |  |  |  |             |